# Reserva Natural de Mahtra

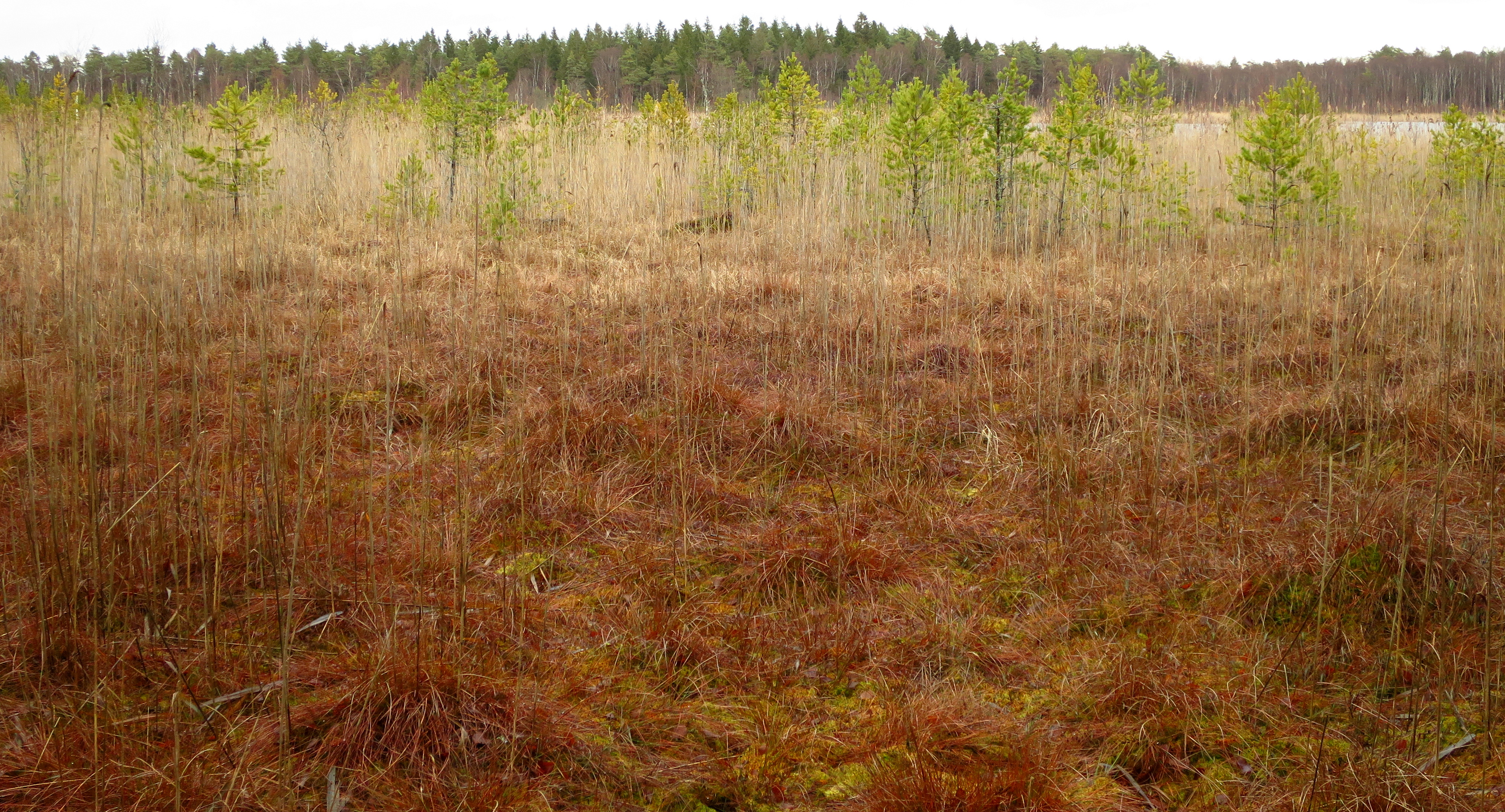
Imagem da Reserva

A Reserva Natural de Mahtra é uma reserva natural localizada no condado de Harju, na Estónia.
A área da reserva natural é de 7610 hectares.
A área protegida foi fundada em 1959 para proteger o Parque da Mansão de Järlepa juntamente com o lago. Em 1964 o monte de Amassaare também foi protegido.